# Smicridea
Smicridea är ett släkte av nattsländor. Smicridea ingår i familjen ryssjenattsländor.

## Dottertaxa tillSmicridea, i alfabetisk ordning[1]
- Smicridea abrupta
- Smicridea acuminata
- Smicridea aequalis
- Smicridea albifrontalis
- Smicridea albosignata
- Smicridea alticola
- Smicridea amplispina
- Smicridea anaticula
- Smicridea andicola
- Smicridea annulicornis
- Smicridea anomala
- Smicridea anticura
- Smicridea appendicula
- Smicridea appendiculata
- Smicridea argentina
- Smicridea aries
- Smicridea arizonensis
- Smicridea astarte
- Smicridea aterrima
- Smicridea atrobasis
- Smicridea aurra
- Smicridea australis
- Smicridea banksi
- Smicridea bidactyla
- Smicridea bidentata
- Smicridea bifurcata
- Smicridea biserrulata
- Smicridea bivittata
- Smicridea brasiliana
- Smicridea breviuncata
- Smicridea bulara
- Smicridea bulbosa
- Smicridea caldwelli
- Smicridea caligata
- Smicridea calopa
- Smicridea campana
- Smicridea cariba
- Smicridea cartiensis
- Smicridea catherinae
- Smicridea chicoana
- Smicridea cholta
- Smicridea circinata
- Smicridea columbiana
- Smicridea comma
- Smicridea completa
- Smicridea complicatissima
- Smicridea compostela
- Smicridea conjuncta
- Smicridea cornuta
- Smicridea coronata
- Smicridea corralita
- Smicridea cubana
- Smicridea cuna
- Smicridea curvipenis
- Smicridea dampfi
- Smicridea decora
- Smicridea dentifera
- Smicridea discalis
- Smicridea dispar
- Smicridea dithyra
- Smicridea ephippifera
- Smicridea erecta
- Smicridea fasciatella
- Smicridea filicata
- Smicridea forcipata
- Smicridea frequens
- Smicridea fuscifurca
- Smicridea gemina
- Smicridea gladiator
- Smicridea gomezi
- Smicridea gomphotheria
- Smicridea grandis
- Smicridea grandisaccata
- Smicridea grenadensis
- Smicridea holzenthali
- Smicridea hybrida
- Smicridea iguazu
- Smicridea inaequispina
- Smicridea inarmata
- Smicridea jamaicensis
- Smicridea karukerae
- Smicridea lacanja
- Smicridea latipala
- Smicridea lobata
- Smicridea magdalenae
- Smicridea magnipinnata
- Smicridea manzanara
- Smicridea marlieri
- Smicridea marua
- Smicridea matagalpa
- Smicridea matancilla
- Smicridea meridensis
- Smicridea mesembrina
- Smicridea microsaccata
- Smicridea minima
- Smicridea minuscula
- Smicridea mirama
- Smicridea mucronata
- Smicridea multidens
- Smicridea murina
- Smicridea nahuatl
- Smicridea nanda
- Smicridea nemorosa
- Smicridea nigerrima
- Smicridea nigricans
- Smicridea nigripennis
- Smicridea obesa
- Smicridea obliqua
- Smicridea octospina
- Smicridea olivacea
- Smicridea palifera
- Smicridea pallidivittata
- Smicridea pampena
- Smicridea paranensis
- Smicridea parva
- Smicridea parvula
- Smicridea penai
- Smicridea peruana
- Smicridea petasata
- Smicridea pipila
- Smicridea piraya
- Smicridea polyfasciata
- Smicridea probolophora
- Smicridea prorigera
- Smicridea protera
- Smicridea pseudolobata
- Smicridea pseudoradula
- Smicridea pucara
- Smicridea radula
- Smicridea rara
- Smicridea redunca
- Smicridea reinerti
- Smicridea riita
- Smicridea ruginasa
- Smicridea salta
- Smicridea sattleri
- Smicridea saucia
- Smicridea scutellaria
- Smicridea sexspinosa
- Smicridea signata
- Smicridea simmonsi
- Smicridea singri
- Smicridea sirena
- Smicridea smilodon
- Smicridea soyatepecana
- Smicridea spinulosa
- Smicridea talamanca
- Smicridea tapanti
- Smicridea tarasca
- Smicridea titschacki
- Smicridea tobada
- Smicridea tregala
- Smicridea truncata
- Smicridea turgida
- Smicridea turrialbana
- Smicridea ulmeri
- Smicridea ulva
- Smicridea unguiculata
- Smicridea unicolor
- Smicridea urra
- Smicridea varia
- Smicridea weidneri
- Smicridea ventridenticulata
- Smicridea veracruzensis
- Smicridea vermiculata
- Smicridea vilela
- Smicridea villarricensis
- Smicridea voluta